# Stara Rudnea, Cervonoarmiisk
Stara Rudnea (în ucraineană Стара Рудня) este un sat în comuna Tenkivka din raionul Cervonoarmiisk, regiunea Jîtomîr, Ucraina.

## Demografie
Componența lingvistică a localității Stara Rudnea
     Ucraineană (93,44%)
     Rusă (4,92%)
Conform recensământului din 2001, majoritatea populației localității Stara Rudnea era vorbitoare de ucraineană (93,44%), existând în minoritate și vorbitori de rusă (4,92%) și polonă (1,64%).